# I Love Techno

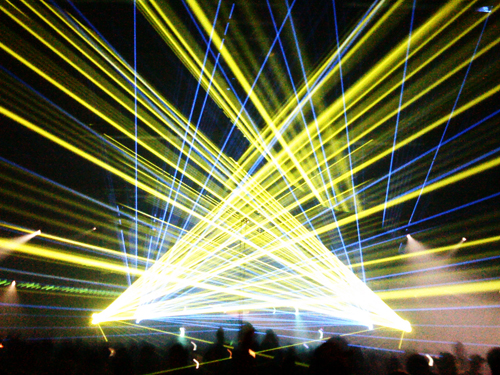
I Love Techno (2009).

I Love Techno è un evento techno internazionale che si tiene al Flanders Expo a Gand in Belgio. Ogni anno all'evento partecipano famosi dj internazionali e l'ultima edizione ha contato circa 35.000 partecipanti provenienti da Belgio, Regno Unito, Paesi Bassi, Francia, Spagna, Irlanda e Germania. La prima edizione si tenne nel 1995 a Vooruit alla quale parteciparono 700 persone. A causa dell'imprevisto aumento di partecipanti all'evento, questo si dovette trasferire al Flanders Expo e da allora è divenuto uno dei più grandi eventi techno di tutta Europa. All'interno del Flander Expo c'è una sala centrale, collegata con altre 5 sale (la rossa, la gialla, la blu, l'arancione e la verde) nelle quali viene suonata la musica.
Tra gli artisti che hanno partecipato all'evento ci sono Richie Hawtin, Carl Cox, Laurent Garnier, Jeff Mills, Sou//ess, Daft Punk, Kruder & Dorfmeister, Carl Craig, Underworld, Cassius, Sven Väth, Misstress Barbara, Ricardo Villalobos, Timo Maas, Miss Kittin, The Prodigy, Sven Wittekind, Tiga, Kraftwerk, Boys Noize, Paul Kalkbrenner, Dave Clark, Steve Aoki, Jon Gooch.